# Bibiana
Bibiana (/biˈbjana/; Bibian-a in piemontese, Bibiana in occitano) è un comune italiano di 3 386 abitanti della città metropolitana di Torino in Piemonte.
Si trova all'imbocco della Val Pellice e fa parte dell'Unione Montana del Pinerolese.

## Storia

### Simboli
Il comune ha un proprio stemma e gonfalone, concessi con regio decreto del 3 agosto 1930.

## Società

### Evoluzione demografica
Abitanti censiti

### Etnie e minoranze straniere
Secondo i dati Istat al 31 dicembre 2017, i cittadini stranieri residenti a Bibiana sono 382, così suddivisi per nazionalità, elencando per le presenze più significative:
1. Cina, 150
2. Romania, 145
3. Marocco, 42

## Infrastrutture e trasporti
Ormai servito unicamente dal trasporto stradale, fra il 1882 e il 2012 l'abitato era servito dalla stazione di Bibiana, posta lungo la ferrovia Pinerolo-Torre Pellice.

## Amministrazione
| Periodo | Periodo   | Primo cittadino    | Partito      | Carica  | Note       |
| ------- | --------- | ------------------ | ------------ | ------- | ---------- |
| 2008    | 2013      | Elda Bricco        | lista civica | Sindaco |            |
| 2013    | 2018      | Pier Giorgio Crema | lista civica | Sindaco |            |
| 2018    | 2023      | Fabio Rossetto     | lista civica | Sindaco |            |
| 2023    | in carica | Fabio Rossetto     | lista civica | Sindaco | II mandato |

### Altre informazioni amministrative
Dal 1973 al 2010 il comune ha fatto parte della Comunità montana Val Pellice; dal 1º gennaio 2010, nell'ambito di un processo di riorganizzazione amministrativa, ha aderito alla Comunità montana del Pinerolese.
A seguito della soppressione delle comunità montane del Piemonte, con la Legge regionale 28 settembre 2012, n. 11, Bibiana è entrato a far parte dell'Unione Montana del Pinerolese.